# Diplobodes karubei
Diplobodes karubei är en kvalsterart som beskrevs av Aoki 2002. Diplobodes karubei ingår i släktet Diplobodes och familjen Carabodidae. Inga underarter finns listade i Catalogue of Life.